# Inga-Greta Agrell
Selma Inga-Greta Agrell, född 7 september 1911 i Sollefteå, död 15 mars 1998, var en svensk barn- och ungdomspsykiater.
Agrell, som var dotter till skogschef Einar Fryklöf och Sige Grape, avlade studentexamen i Lidingö 1930, blev medicine kandidat vid Lunds universitet 1938 och medicine licentiat där 1954. Hon var tekniskt biträde, amanuens och assistent vid professor Torsten Thunbergs citronsyrelaboratorium på fysiologiska institutionen vid Lunds universitet 1939–1952, föreståndare där 1952–1954, vikarierande underläkare vid psykiatriska kliniken i Lund 1949, på Sankt Lars sjukhus 1950–1954, assistentläkare vid medicinska kliniken i Lund 1955, vid neurologiska kliniken på Sahlgrenska sjukhuset 1956, barnpsykiatriska avdelningen på Göteborgs barnsjukhus 1956–1957, amanuens där 1957–1958, biträdande barnpsykiater vid poliklinik 4 inom Göteborgs stads psykiska barna- och ungdomsvård 1958–1967 samt blev överläkare där 1967 och vid barn- och ungdomspsykiatriska mottagningen på Östra sjukhuset i Göteborg 1973. Hon författade skrifter i biokemi och barnpsykiatri.